# Digital Devil Story: Megami Tensei
Digital Devil Story: Megami Tensei (デジタル・デビル物語 女神転生, Dejitaru Debiru Sutōrī Megami Tensei) is een computerrollenspel dat in 1987 door Namco Limited werd uitgebracht voor het platform Nintendo Entertainment System. Het spel is gebaseerd op de boekenreeks Digital Devil Story van Aya Nishitani.

## Verhaal
Een student ontwikkelt een softwareprogramma genaamd Devil Summoning Program. Aanvankelijk is dit programma bedoeld om zijn klasgenoot te pesten, maar dit loopt uit de hand en de slechtaardige demon genaamd Loki ontsnapt in de echte wereld. Het spel kent een methode om demonen op te roepen die kenmerkend werd voor de computerspellenserie.